# John Lee Tae-Seok
John Lee Tae-Seok (Busan, Corea del Sur, 19 de septiembre de 1962 - Tonj, Sudán del Sur, 14 de enero de 2010), fue un médico, sacerdote y misionero salesiano.

## Biografía
John Lee era el noveno hijo de diez de una pobre familia coreana. Su padre falleció siendo él muy pequeño, su madre apenas podía mantenerles trabajando como costurera. A pesar de todo, consiguió estudiar en la Universidad de Inje , donde se licenció como médico en 1987.
Después descubre su vocación sacerdotal y entra en la congregación salesiana, donde realiza su primera profesión el 30 de enero de 1994 en Daejeon y es el 24 de junio de 2001 cuando recibe en Seúl la ordenación sacerdotal. Eligió ser misionero en Tonj, en Sudán del Sur, donde es enviado el 1 de noviembre de 2001 y permanece allí nueve años.
En 2008 se le diagnostica cáncer de colon durante una visita a Seúl. Regresa a Tonj y es allí, dos años después donde fallece a causa de la enfermedad.

## Reconocimientos
- Rosa de Sharon (2011)[1]

## Filmografía
- No llores por mí, Sudán (2010).[2]